# Führerhauptquartier Waldwiese
Die als Führerhauptquartier geplante Anlage Waldwiese entstand während der Vorbereitungen zum Frankreichfeldzug Ende 1939/Anfang 1940 im heutigen Bundesland Rheinland-Pfalz bei Glan-Münchweiler zwischen den beiden Ortschaften Kusel und Ramstein.

## Geschichte
Die Bauarbeiten am Führerhauptquartier Waldwiese begannen im Oktober 1939. Der Bau des neuen Führerhauptquartiers wurde ausschließlich von der Organisation Todt (OT) und einigen privaten Subunternehmern ausgeführt. Bis zum April des Jahres 1940 entstanden neben den entsprechenden Zufahrtswegen drei Bunker mit einer Gesamtnutzfläche von 285 m² und eine Baracke mit 96 m² Nutzfläche.
Hitlers Unterkunft befand sich nördlich der Ortschaft Bettenhausen. Der als Wohnhaus getarnte Fernmeldebunker wurde im Zentrum und die Lkw- und Pkw-Garagen, ein Blockhaus als Mannschaftsunterkunft, ein Mannschaftsbunker für 60 Personen und ein hölzerner Beobachtungsturm im südwestlichen Ortsteil der Ortschaft Glan-Münchweiler angelegt.
Bis April 1940 wurden insgesamt 4.250 m³ Beton verbaut. Der Arbeitseinsatz beim Führerhauptquartier „Waldwiese“ betrug 38.750 Tagwerke (ein „Tagwerk“ entspricht der Arbeitszeit eines Arbeiters an einem Werktag). Auf der Baustelle waren eingesetzt, bzw. beschäftigt:
| Monat    | Monat | Beschäftigte |
| -------- | ----- | ------------ |
| Oktober  | 1939  | 200          |
| November | 1939  | 300          |
| Dezember | 1939  | 500          |
| Januar   | 1940  | 300          |
| Februar  | 1940  | 100          |
| März     | 1940  | 100          |
| April    | 1940  | 50           |

Das Führerhauptquartier „Waldwiese“ wurde nie bezogen. Auch Hitler hat sich niemals in „Waldwiese“ aufgehalten. Anfang April 1945 erreichten Einheiten der amerikanischen 76th Infantry Division das ehemalige Führerhauptquartier „Waldwiese“. Die Anlagen fielen den Amerikanern dabei vollkommen intakt in die Hände. Im Sommer 1946 wurden die drei Bunker des Führerhauptquartiers „Waldwiese“ von amerikanischen Pionieren gesprengt. Der Betonschutt wurde von Heimatvertriebenen recycelt, die auf dem Gelände eine Siedlungsgenossenschaft gegründet hatten.